# Тулегенов Туремурат Адилжанович
Деятельность
Под руководством Тулегенова Dos Ortopedia значительно расширила ассортимент — от 5 моделей оборудования до более чем 100 наименований. Компания вышла на рынок всех регионов Казахстана, открыв представительства и укрепив дистрибьюторскую сеть.
По инициативе Тулегенова компания стала официальным дистрибьютором ряда ведущих европейских производителей реабилитационной техники, среди которых:
Meyra, AkcesMed, ViteaCare, MyWam, Hoggi Bingoи другие.
Dos Ortopedia
Компания занимается поставкой инвалидных колясок, реабилитационного оборудования и ортопедических изделий для детей и взрослых. В ассортимент входят как собственные разработки, так и продукция европейских брендов.
Официальный сайт компании: dos-ortopedia.kz